# Hwaseok Hill
Der Hwaseok Hill ist ein 109 m hoher Hügel auf King George Island im Archipel der Südlichen Shetlandinseln. Er ragt am südlichen Ende der Barton-Halbinsel an der Maxwell Bay auf.
Südkoreanische Wissenschaftler benannten ihn nach hier gefundenen pflanzliche Fossilien aus dem Känozoikum.